# 納智捷汽車
納智捷汽車股份有限公司（英語：Luxgen Motor Co., Ltd.）簡稱納智捷，為台灣的汽車品牌，是裕隆汽車於2008年成立的全資子公司，隔年即作為新創的自有品牌正式發表，並推出旗下首款車型Luxgen7 MPV。2020年裕隆集團為布局往後的電動車市場，和鴻海科技集團合資成立鴻華先進公司，從事電動車相關的技術研發，並為納智捷提供量產車款的整車設計方案。
初始的品牌口號是「預先設想，超越期待」，2022年為因應電動車轉型更改了品牌標誌，將原本L型的廠徽改為LUXGEN的字母組合，品牌標語隨之換上「純粹亮點，無限可能」。

## 簡介
裕隆汽車在2009年發表自有品牌“LUXGEN 納智捷”，也是目前台灣自主研發的汽車品牌，LUXGEN是將Luxury與Genius這兩個英文融合在一起，Luxury意指“豪華”， Genius意指“智慧”，納智捷將“豪華”、“智慧”融入到它的設計理念中。

## 目前車款

### URX休旅車

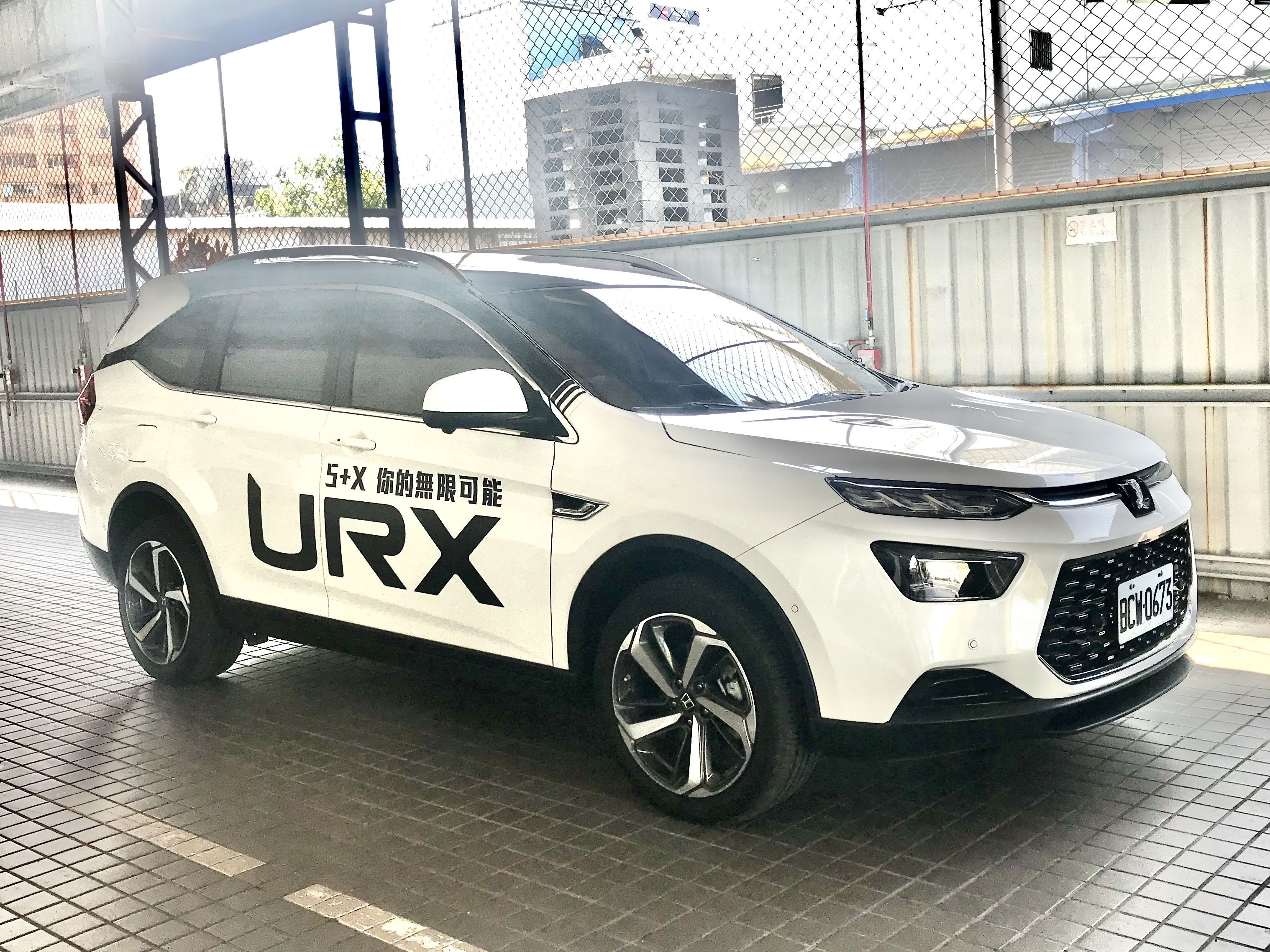

- URX NEO（2019）

於2019年9月發表、12月上市，其車名URX意指Utlity（多功能）、Recreation（休閒）、X（全新車種）等意涵，為5+2人座的SUV產品。採用1.8升渦輪汽油引擎單一動力、可輸出最高202匹馬力，是Luxgen首款搭載ACC自動跟車、AEB 自動煞車、LDWS 車道偏移警示等LUXGEN ADAS系統，亦全球首創ARD 擴增實境抬頭顯示器，取消駕駛座前方傳統儀表，改用全投影式數位儀表。

### U6休旅車
- U6 NEO（2023）

2013年發表，身為品牌第三款休旅車型，U6提供1.8T/2.0T雙動力的U6。在2017年U6改款中，將車名改為U6 GT/GT220，而其改款的幅度已有大改款的等級。在這次的U6當中，把原先的2.0T變為入門車型，GT版則更換為新的1.8t雙渦流渦輪增壓引擎，最大馬力202hp/5200rpm,最大扭力32.6kgm/2000rpm，搭載6速手自排變速箱，並改變了車身外觀和新增了12吋中控大觸控螢幕。GT220版最大馬力為222hp/5200rpm,最大扭力33.6kgm/2000rpm，專屬的外觀空力套件，再加上倍適登BILSTEIN避震器，19吋普利司通特製輪胎，19吋RAYS鍛造鋁圈，加大前後輪碟盤，紅黑內裝。2021年，GT220旗艦車型則隨著5期排放生產期限2月底到期而停產。特仕版有2021年的U6 GT藍調倍適版、2022年的U6 GT Aero、2023年的U6 NEO。

### n7電動車
- n7（2022）

於2022年9月1日發表，2023下半年上市，為裕隆集團與鴻海集團合資的研發中心鴻華先進打造的原型概念車Model C發展而來，其定位為新台幣1百萬元內的國民電動休旅車，於2024年3月開始交車。原訂於9月1日到10月15日間開放預購，因預購人數破萬而在9月2日17:00提前結束。
2022年10月18日舉辦的鴻海科技日上，Luxgen n7實車正式亮相。n7共有標準版、長程版與性能版三種規格。

## 停產車款

### M7廂型車
- Luxgen7 MPV（2009）、M7 Turbo（2014）

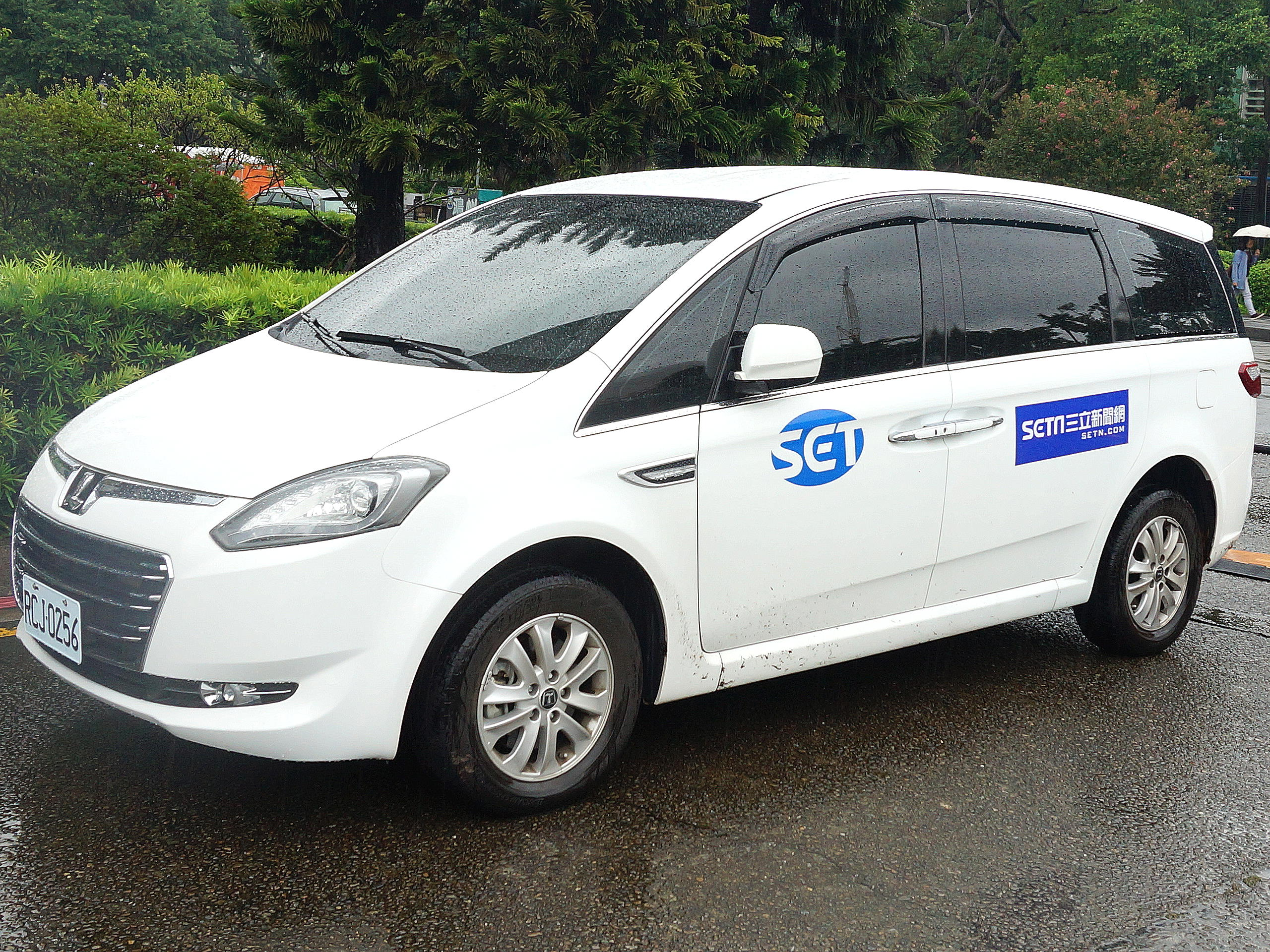
M7廂型車

第一款產品為七人座之多功能休旅車，於2009年8月19日發表時車名為「Luxgen7 MPV」，並於2009年8月19日開始預售，2009年9月19日正式進駐全台納智捷展示中心。2014年4月14日小改款時更名為M7 Turbo。其車名中之7這個數字為底盤代號，本車採用由華擎機械自主研發設計的GS系列，缸徑:86mm，衝程:94.6mm，並採用Delphi引擎控制系統之2.2升直列四缸MEFI渦輪增壓汽油引擎，經由Garrett所開發的增壓渦輪輔助之下，該2.2升引擎可提供175匹最大馬力，28公斤米最大扭力則可自2,500rpm至4,000rpm輸出。變速箱搭配日本愛信精機五速手自排變速系統。底盤部分源自法國雷諾汽車第三代ESPACE，Luxgen7 MPV採用前獨立麥花臣、後LB扭力複合式懸吊設定，LB扭力複合式懸吊採圈簧分離型式，避震器採斜置式設計。全車系搭載ABS、EBD、BAS、BOS、Think+車載資訊系統（依配備等級差異而有不同版本之配置）。尊爵型車型起，HID氣體放電式頭燈、光感應頭燈啟閉功能等列為標配。而頂級型車型再將ESC動態車輛穩定系統、TCS循跡防滑系統、AFS主動轉向頭燈、吸頂式電視與JBL High-End高級音響列入，旗艦型更配備國產車首見之Night Vision+高科技夜視系統。
Luxgen7 MPV鎖定之競爭對手為豐田汽車的Previa。
- Luxgen7 CEO（2010）

以Luxgen7 MPV為車體基礎，以尊榮製車精神，提供豪華後座空間與科技配備，專為高階主管打造的獨立後艙旗艦車款。在車體外觀造型上Luxgen7 CEO與Luxgen7 MPV並無太大的不同，動力配置是與Luxgen7 MPV共用。
主打後座客艙的Luxgen7 CEO，前後排座椅用中央隔屏劃分出獨立後艙空間，當中央隔屏升起時，前後艙變成了駕駛專屬，因此得特別增加前後艙通訊對講系統。而Luxgen7 CEO的後艙配備深色玻璃，以及6面不透光材質的環艙電動窗簾。
- M7 Turbo Eco Hyper（2015）

於2015年將Eco Hyper技術導入M7 Turbo，變更車名為M7 Turbo Eco Hyper，不僅動力升級:原本175ps 28kgm的動力躍昇為202ps 30kgm，變速箱也從五速手自排換成了六速手自排，平均油耗也變得較好，外觀造型有明顯變更，並改善不少之前M7 Turbo的各項缺點。
停產
2021年8月，M7車系停止生產，庫存車則持續販售至年底。

### S3小型房車

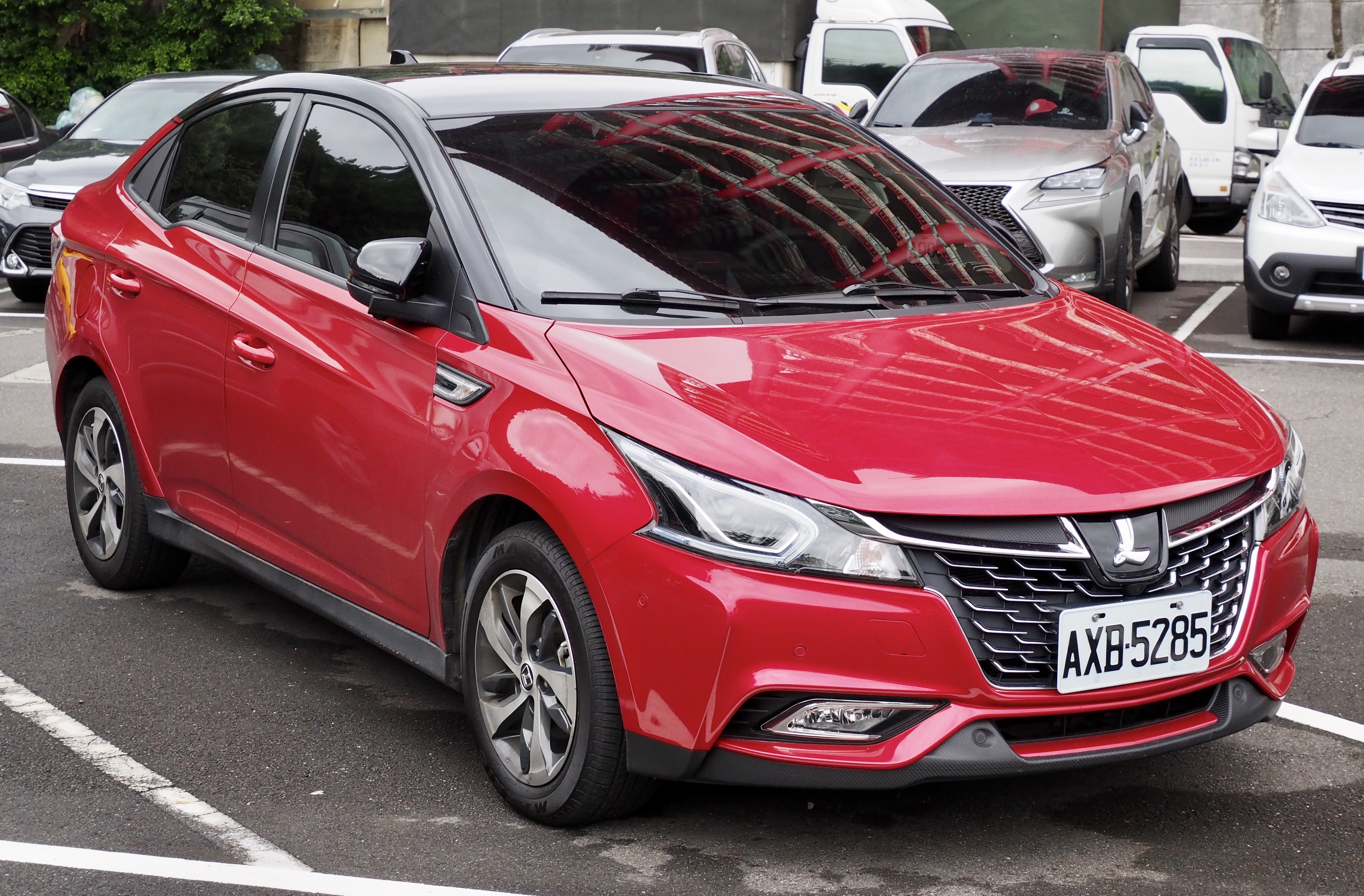
S3房車

- S3（2017）

初期於2016年台北車展中以S3 EV+概念車亮相，乃是純電動驅馳設定的替代能源作品，這也是Luxgen一直以來積極投入的發展領域，不過對一般消費者而言，S3 EV+的現身也預告了S3車系的問世在即，這也是Luxgen品牌的第5款產品。採用Crossover跨界設定的S3，乃是在中小型轎車的基礎下，提升車高拉長車身和軸距，以求取更為優異的乘坐空間和舒適性。S3車系在2016年第2季問世，搭載 1.6升自然進氣動力引擎。車長*寬*高=4551mm*1783mm*1527mm，軸距2620mm，116匹馬力 15.3kgm扭力，變速箱為CVT無段變速（可模擬7速手自排），2018年起S3主被動安全配備不分等級皆標配6顆安全氣囊+動態穩定系統+循跡防滑系統+ABS四合一+TPMS，分四個等級:3D安全經典、3D安全豪華、APA智駕、APA環景旗艦。
引擎異常抖動、火星塞異常積碳（2018）
行政院消費者保護處（以下簡稱行政院消保處）接獲交通部通報，裕隆汽車製造股份有限公司（以下簡稱裕隆汽車公司）製造的納智捷LUXGEN S3車型，因引擎/變速箱控制軟體瑕疵，自2018年4月23日起召回檢修。行政院消保處呼籲該些車主儘速就近向各地區裕隆汽車公司所屬經銷商服務廠預約回廠檢修，以確保行車安全。S3此次引擎抖動&火星塞異常積碳已有不少案例，但原廠釋出誠意全面要改善各車主的問題，更換問題零件和延長保固期希望可以喚回消費者信心。
停產
根據台灣區車輛工業同業公會的「各汽車廠機種別產銷統計表」顯示，S3在2019年7月生產完最後16輛之後，就再也沒有生產，2019年僅生產87輛；U5則是在2019年11月生產完最後16輛後，也沒有再生產，2019年僅生產333輛，因此確定這兩款車已經正式走入歷史。

### S5中型房車
- Luxgen5 Sedan（2012）[12]、S5 Turbo（2014）

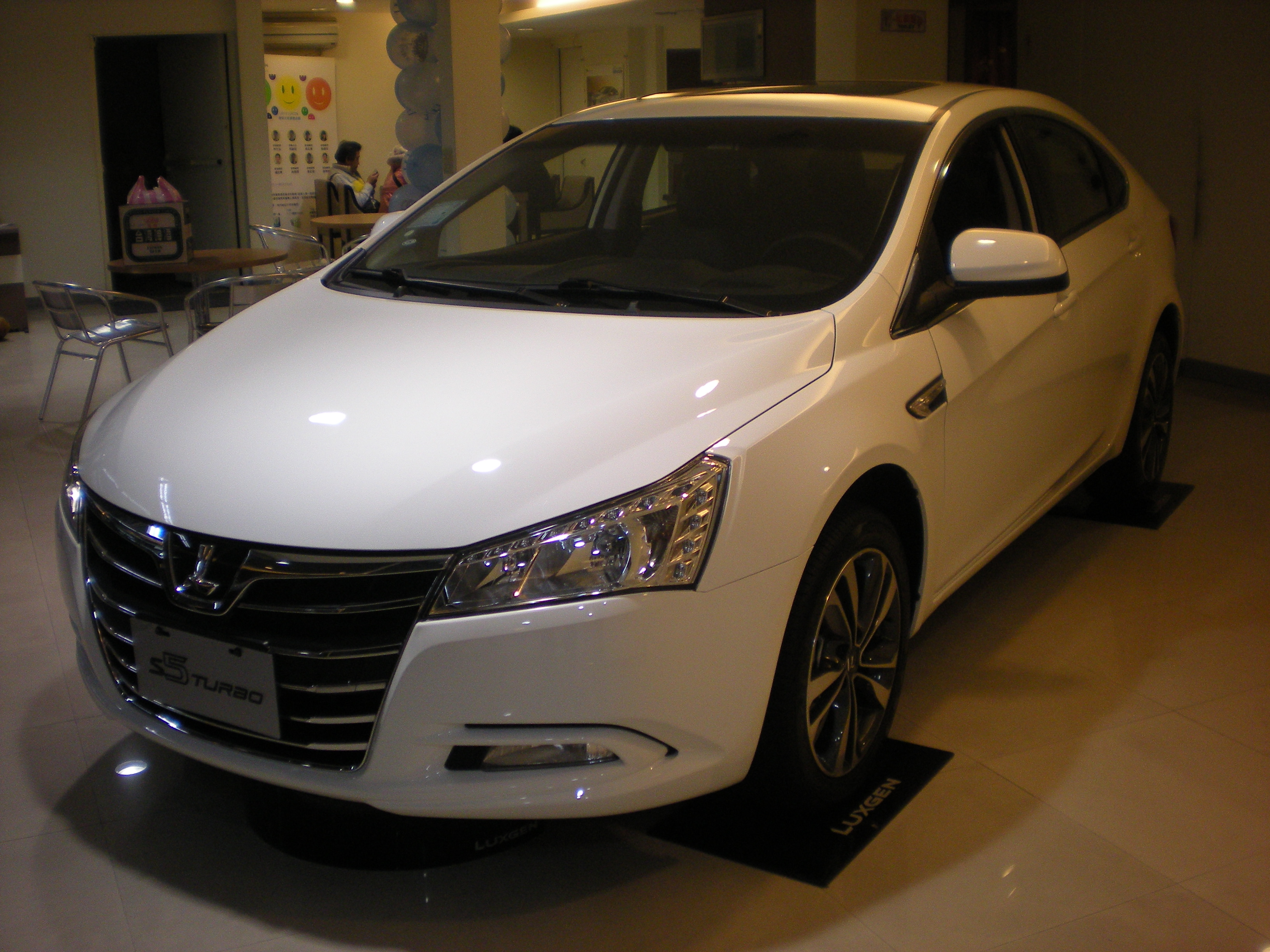
Luxgen S5 Turbo

Luxgen5 Sedan為納智捷汽車的第三款產品，在2011年底台北車展亮相,是首部由臺灣車廠獨立自行研發、設計的的五人座四門房車，於2011年12月7日正式發表，2011年發表時車名為Luxgen5 Sedan，而2013年式時車型更名為S5 Turbo。5 Sedan也是納智捷研發團隊在推出Neora概念車後，正式推出的中型房車。規格方面，S5 Turbo車長4650mm、寬1805mm、高1490mm，軸距2720mm。1.8T變速系統採用自韓國現代汽車的5速手自排變速箱,期間有批少量生產的1.8T手排版（Luxgen5 M+），2.0T使用日本愛信精機的6速手自排變速箱。底盤懸吊則採用前麥花臣、後扭力桿設定，其中2.0L車重在1,410kg，1.8L車重在1,375kg。引擎同為直列四缸VVT渦輪增壓引擎，排氣量分別為1.8L與2.0L，以初期2.2L渦輪增壓引擎為基礎修改而來，2.0L的最大馬力170hp（125kW），扭力則有26.1kgm（256Nm），變速系統為六速手自排，1.8L為150hp/23.5kgm（110kW/230Nm），變速系統為五速手自排。
S5 Turbo與M7 Turbo/U7 Turbo相同的Think+整合系統，同級車獨家的9吋LCD觸控螢幕,整合DVD影音娛樂、藍牙免持、倒車CCD、side-view、HUD抬頭顯示，高階車型更有與智慧型手機連接（衛星導航）、可透過3.5G上網、eagle-view 360度環景、換檔播片、智慧防盜椅、夜視功能、支援多種行車資訊,提供駕駛者更多資訊，包含音響等在內均以觸控面板操作。
- S5 Turbo Eco Hyper（2015）

在2015年，S5 Turbo進行了第二次小改款，導入ECO HYPER技術，車名改為S5 Turbo Eco Hyper。在這次的改款上，將1.8t的馬力從150ps 23.5kgm提升至170ps 26.1kgm，2.0t的馬力則從170ps 26.1kgm提升至191ps 28kgm，變速箱一律改用AISIN六速手自排，除了引擎的增進外，油耗也有進步，S5 Turbo Eco Hyper在外觀上新增了LED尾燈導光條和部分修改，內裝部份改善質感不佳問題,9吋中控台觸控螢幕從早期的電阻式觸控（反應很慢）改良為電容式（反應較快）解析度也提升到HD水準,2.0t旗艦更有同級車獨有的Active Eagle View 360度環景影像系統、DAS+駕駛警示系統。
- S5 GT/GT225（2019）

S5 GT/GT225 於2019年5月正式發表，動力改採用與U6 GT/GT220 相同的1.8雙渦流渦輪增壓引擎，外觀更具跑格化，內裝強化並新增車門皮質包附，並換上12吋觸控螢幕，並首次搭載最新科技Link+車聯網系統具被遠程遙控啟動數位鑰匙等新科技，S5 GT225有意成為國產首款超過220匹馬力的中型跑房車。
停產
2020年10月受房車市場萎縮以及六期排污法規上路的影響而停產，庫存車販售至同年底。

### U5跨界休旅車

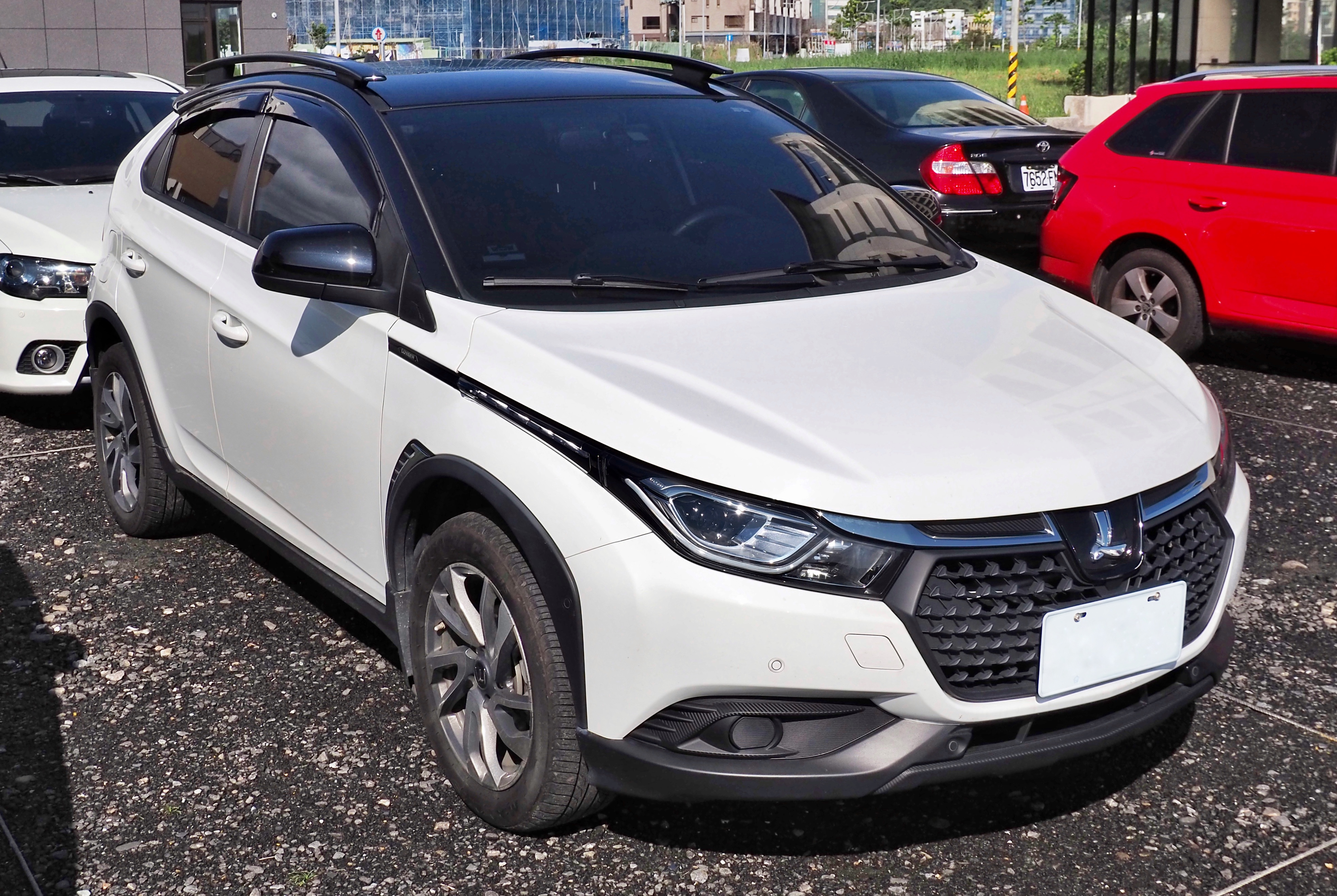
U5

- U5（2017）

U5是納智捷的小型跨界休旅，其動力和底盤基礎來自S3，U5新增了一個由納智捷自行開發的新系統（AR），搭載在12吋螢幕，除了之前的環景系統外，還多了環車AR安全影像，AR底盤透視影像，APA自動停車/駛出及恆溫空調控制。雖然U5的引擎和S3一樣（1.6NA），不過納智捷將原本的116hp提升至120hp，它的引擎數據為120hp/6000rpm，15.3kgm/4200rpm。U5在2017年9月20日正式發表。車長*寬*高=4395mm*1783mm*1607mm，軸距2620mm，乘坐空間為同級車之冠，後座非常寬敞，變速箱為CVT無段變速（可模擬7速手自排），分五個等級:大螢幕版、智行版、AR環景版、旗艦HiFi版、旗艦Vogue+版，其餘皆標配6顆安全氣囊+動態穩定系統+循跡防滑系統+ABS四合一+TPMS。

### U7休旅車
- Luxgen7 SUV（2010）、U7 Turbo（2013）

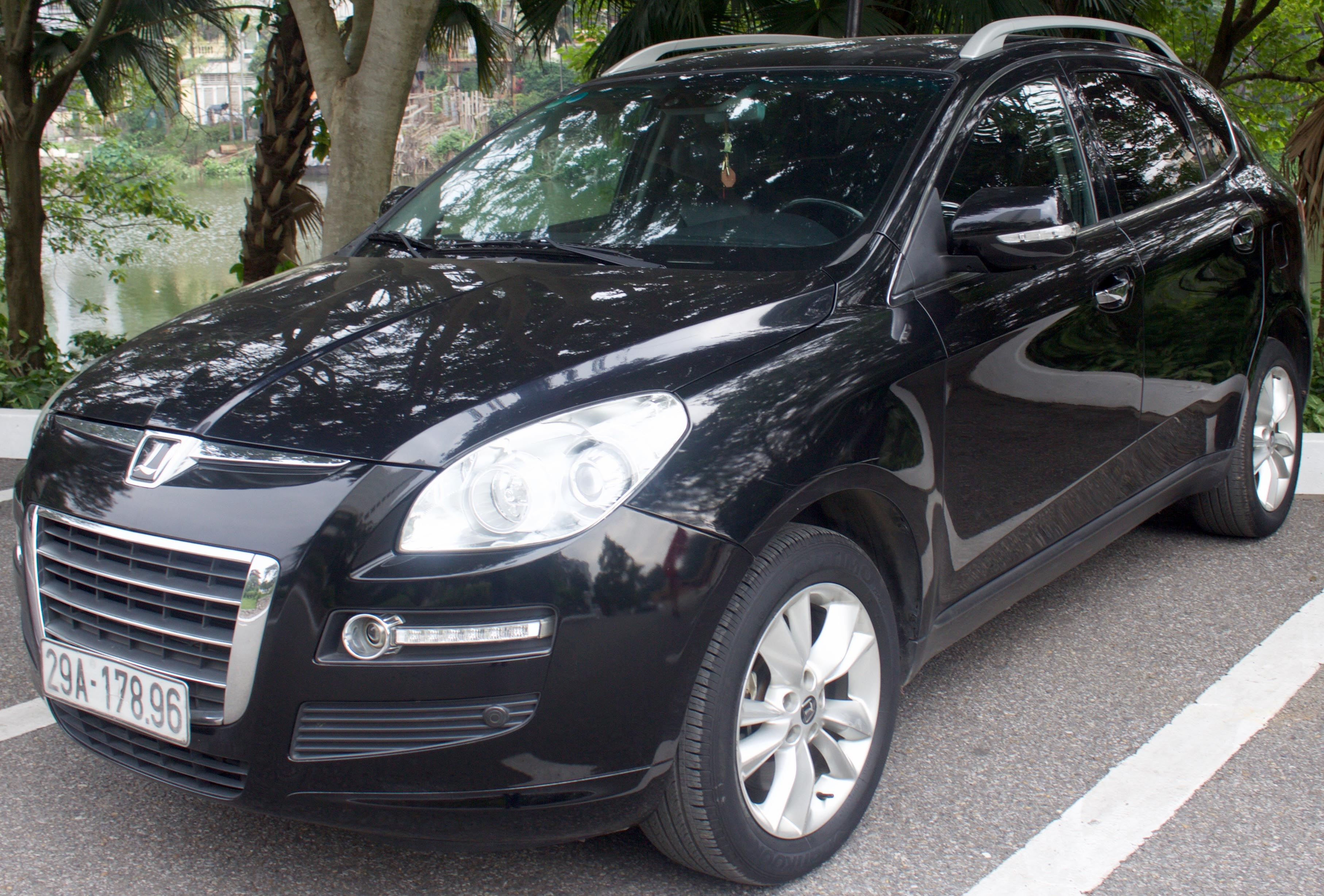
Luxgen7 SUV

Luxgen的第二款產品為運動休旅車，發表時名稱為Luxgen7 SUV，2009年12月3日於新車鑑賞會中首度於全球亮相，體型碩大的7 SUV比當時的國產SUV足足大一號，頗有LSUV的氣勢，動力方面與7 MPV相同，採2.2直列四缸渦輪引擎，最大馬力175匹，最大扭力28kgm，變速箱為五速手自排，乘坐空間大，內裝配備可稱上豪華，時隔約半年後於2010年5月18日發表，並於2010年6月5日正式進駐全台納智捷展示中心，全台銷售據點並新增七處，本車提供兩種座位編制（五人座及七人座）；2013年9月小改款正式上市，並更名為U7 Turbo。
- U7 Turbo Eco Hyper（2015）

2015年7月，U7 Turbo Eco Hyper正式上市，全車由納智捷水野和敏團隊拉至日本AutoPolis賽道進行測試，在引擎動力，底盤懸吊等進行強化，2.2升渦輪增壓引擎最大馬力提升至202匹，最大扭力30公斤米，變速箱搭配日本愛信精機六速手自排變速系統。外觀與U7 Turbo相比有大幅度變更，內裝配備最明顯的變化就是本車搭載全觸控式中控台，結合了THINK⁺ Touch Pro 9吋智慧觸控螢幕，觸控面板採多點觸控電容式螢幕，並有全球首創防盜座椅設計等貼心的設計。同時有少量生產的 Sport+ ，外觀除了有空力套件、專屬式樣造型的鋁圈，內裝皮椅採用紅色縫線，凸顯Sport+的特殊之處。

### V7休旅車
以M7 Trubo Eco Hyper為基礎所打造的V7 Turbo Eco Hyper為Luxgen的第一款量產福祉車；Luxgen在2014年年底時，就曾經發表過V7 Trubo，不過當時乃是工程試作車，Luxgen表示，V7乃是針對國內福祉車市場需求，所進行的計畫，並預計在2015年導入量產；在2016臺北車展中，Luxgen展出的V7 Turbo Eco Hyper，乃是正式的量產版本，而該車也在同年發表上市。

## 技術

### EV+ 電動車
Luxgen7 SUV EV+
Luxgen M7 EV+:最大馬力201匹
Luxgen S3 EV+:最大馬力201匹

### ECO HYPER
2015年，LUXGEN納智捷汽車正式在台灣發表最新科技ECO HYPER。這款科技是由華創車電研發調校，運用提升引擎燃燒效率、降低引擎運轉阻力，與降低無謂的動力消耗等方式，搭配新款6速變速箱、並採用低滾動阻力輪胎等方式，達到提昇車輛馬力扭力，及降低油耗的效果。
台灣第一台搭載ECO HYPER科技的車款為U6 TURBO ECO HYPER，搭載ECO HYPER技術後，U6 TURBO ECO HYPER 1.8T動力從舊款150ps提昇至170ps；2.0T則由170ps提昇至191ps。舊版1.8T油耗為14.1km/l，ECO HYPER提昇至15.8km/l；2.0T車款舊款油耗為13.5km/l，ECO HYPER提昇至15.3km/l（以上為美規數據。ECO HYPER油耗由歐規x1.15換算美規數據），第二台搭載ECO HYPER科技的車款為M7 TURBO ECO HYPER，2.2T動力從175ps提升至202ps，最大扭力30kgm，油耗為11.8km/l（以上為歐規數據），第三台搭載ECO HYPER科技的車款為U7 TURBO ECO HYPER，2.2T動力從175ps提升至202ps，最大扭力30kgm，油耗為11.6km/l（以上為歐規數據）第四台搭載ECO HYPER科技的車款為S5 TURBO ECO HYPER，搭載ECO HYPER技術後，S5 TURBO ECO HYPER 1.8T動力從舊款150ps提昇至170ps；2.0T則由170ps提昇至191ps。1.8T油耗為14.3km/l；2.0T車款油耗為13.8km/l（以上為歐規數據）。

## 歷年大事
- 2005年，進入印尼設置公司與工廠。
- 2006年，於越南設廠。
- 2008年2月24日，裕隆集團與浙江中誉集团签署合作纳智捷（杭州）汽车生产项目，但中國大陸政府没有审批。
- 2010年10月19日，裕隆集團與东风汽车签约，正式筹建东风裕隆汽车有限公司之合资公司，厂址设在杭州萧山临江工业园区，一期一阶段占地面积1118亩。銷售網路主要在安徽省合肥地区、河南省郑州地区（豫中）、河南省洛陽地区（豫西）、杭州石祥路。
- 2012年，納智捷汽車首次參加莫斯科車展。[15]
- 2013年8月28日，納智捷在俄羅斯設立全球第3個生產基地，首款車Luxgen7 SUV（U7 Turbo）於28日在俄羅斯下線投產，與俄羅斯德爾威汽車（Derways Automobile Company）合作，在北高加索區的Cherkessk廠，打造占地23.5公頃的納智捷專屬組裝廠房，生產的首款車納智捷Luxgen7 SUV（U7 Turbo） [16]。
- 2014年，不堪鉅額虧損，納智捷停止在俄羅斯的汽車組裝線[17]。
- 2015年，東風裕隆納智捷啟用台灣藝人周杰倫擔任品牌代言人，其妻子昆凌也以「車商之友」身分出席納智捷在中國大陸的部分活動。
- 2018年3月23日，因車輛引擎抖動而宣布召回S3及U5兩款車，共約一萬輛。品牌表示因對於台灣用車環境不熟悉，導致引擎易燃燒不完全而造成不正常積碳，引起車輛抖動，並以更新軟體與更換火星塞修正。[18][19]
- 2018年8月，因銷售狀況不佳，東風裕隆宣布停產在中國大陸市場上销售的納智捷U7系列[20]。台湾納智捷表示，停产是因產品生命週期已到、大陆市场竞争激烈，屬於市場的自然新陳代謝，台灣暂无停产计划。不少媒体和网友评论则表示，銷售不佳为納智捷产品和经营存在问题所致。[21][22][23]
- 2018年9月，裕隆汽車二廠興建案原規劃近80公頃擴廠，但因證實為石虎棲地，因此引發軒然大波。網友號召連署，以期裕隆集團能再次思考此議題。
- 2018年12月3日，裕隆集團執行長嚴凱泰過世，其妻子嚴陳莉蓮接任執行長掌管集團營運。[24]
- 2018年12月17日，納智捷汽車以71.37億元取得同集團關係企業華創車電開發之相關技術資產。包含 2 款車型、M 平臺、ME 引擎等。
- 2019年，開始「八、四、三計畫」，包含「8 大新車」、「4 大新營銷模式」、以及「3 大 CSR 活動」等計畫。[25]
- 2020年，裕隆集團與鴻海科技集團宣布簽署合作協議，結合雙方資源在車輛研發與ICT產業資源互補優勢，共組經營團隊，以華創車電工程技術團隊為基礎，透過新合資公司打造聯盟推動汽車整車研發設計、開放平台共用化及生態系，爭取全球市場目標客戶，創造規模經濟，也為自主品牌納智捷注入全新的研發能量。
- 2022年，發表首輛國產電動車n⁷。

## 銷量[來源請求]

### 各產品全球累計銷量
| 產品        | 在全球的領照並掛牌之總銷售車輛數 （2009~2018年） |
| ----------- | ------------------------------------------------ |
| S3          | 5,885（2016年~）                                 |
| S5          | 9,270（2012年~）                                 |
| U5          | 5,849（2017年~）                                 |
| U6          | 37,583（2013年~）                                |
| U7          | 27,739（2010年~）                                |
| M7          | 29,106（2009年~）                                |
| V7          | 550（2016年~）                                   |
| Luxgen7 CEO | 156（2010年~2015年）                             |
| 總計        | 116,138                                          |

單位：輛。

### 全球品牌年銷量
| 年份   | 在全球的領照並掛牌之總銷售車輛數 （2009年~2018年） |
| ------ | -------------------------------------------------- |
| 2009年 | 1,177                                              |
| 2010年 | 10,997                                             |
| 2011年 | 13,397                                             |
| 2012年 | 8,676                                              |
| 2013年 | 8,236                                              |
| 2014年 | 16,789                                             |
| 2015年 | 15,410                                             |
| 2016年 | 16,637                                             |
| 2017年 | 15,072                                             |
| 2018年 | 9,747                                              |
| 總計   | 116,138                                            |

單位：輛。

### 品牌在台灣年銷量
| 年份   | 在台灣的領照並掛牌之總銷售車輛數 （2009年~2020年） |
| ------ | -------------------------------------------------- |
| 2009年 | 1,177                                              |
| 2010年 | 10,997                                             |
| 2011年 | 13,095                                             |
| 2012年 | 8,515                                              |
| 2013年 | 7,297                                              |
| 2014年 | 16,686                                             |
| 2015年 | 15,301                                             |
| 2016年 | 16,557                                             |
| 2017年 | 15,070                                             |
| 2018年 | 9,690                                              |
| 2019年 | 4,127                                              |
| 2020年 | 4,600                                              |
| 總計   | 123,112                                            |

單位：輛。

### 各產品台灣累計銷量
| 產品        | 在台灣的領照並掛牌之總銷售車輛數 （2009年~2018年） |
| ----------- | -------------------------------------------------- |
| S3          | 5,875（2016年~）                                   |
| S5          | 9,166（2012年~）                                   |
| U5          | 5,844（2017年~）                                   |
| U6          | 37,494（2013年~）                                  |
| U7          | 26,492（2010年~）                                  |
| URX         | 37（2019年~）                                      |
| M7          | 28,872（2009年~）                                  |
| V7          | 550（2016年~）                                     |
| Luxgen7 CEO | 131（2010年~2015年）                               |
| n⁷          |                                                    |
| 總計        | 114,424                                            |

單位：輛。

### 品牌在中國大陸年銷量
| 年份   | 在中國大陸的領照並掛牌之總銷售車輛數 （2010年～2018年9月） |
| ------ | ---------------------------------------------------------- |
| 2011年 | 7,058                                                      |
| 2012年 | 31,106                                                     |
| 2013年 | 31,266                                                     |
| 2014年 | 52,203                                                     |
| 2015年 | 60,315                                                     |
| 2016年 | 40,502                                                     |
| 2017年 | 17,677                                                     |
| 2018年 | 5,351                                                      |
| 總計   | 228,359                                                    |

單位：輛。

### 各產品中國大陸累計銷量
| 產品    | 在中國大陸的領照並掛牌之總銷售車輛數 （2010～2017年10月） |
| ------- | --------------------------------------------------------- |
| 銳3     | 5,771（2016～2017年8月）                                  |
| 納5     | 2,674（2016 ~ 2017年3月）                                 |
| U5 SUV  | 4,736（2017～2017年12月）                                 |
| 優6 SUV | 34,485（2016 ~ 2017年3月）                                |
| 大7 SUV | 1,322（2016 ~ 2017年3月）                                 |
| 大7 MPV | 2,417（2016 ~ 2017年3月）                                 |
| 大7 CEO | 38（2016 ~ 2017年4月）                                    |
| 總計    | 51,443                                                    |

單位：輛。

## 與其他企業合作
- Think+車載電子系統：Think + 4.0前是由 宏達國際電子股份有限公司（宏達電）協助建構而成，之後Think+ 4.0由鴻海科技集團子公司安泰電業接手.
- Eagle View+360環景顯示系統：華晶科技（裕隆集團旗下的公司）。
- MIH電動車開放平台：鴻華先進科技（裕隆汽車與鴻海集團合資）合作開發電動汽車。

## 外部連結
- 納智捷汽車（LUXGEN） （页面存档备份，存于）
- 裕隆企業集團網站納智捷汽車簡介
- 东风裕隆納智捷 （页面存档备份，存于）
- 納智捷汽車的Facebook專頁
- YouTube上的納智捷汽車頻道
- 納智捷汽車的新浪微博